# Rhona Mitra
Rhona Natasha Mitra (Paddington, 9 augustus 1976) is een Engels actrice, zangeres, fotomodel en liedjesschrijfster. Ze maakte in 1995 haar acteerdebuut met een eenmalige gastrol als Cass in de televisieserie Ghostbusters of East Finchley. Haar eerste filmrol volgde in 1997, als Scheherazade in A Kid in Aladdin's Palace. Mitra's carrière begon toen ze in 1997 het tweede model werd dat voor de Tomb Raider-computerspellenreeks personage Lara Croft speelde tijdens promotieactiviteiten. Ze deed dit tot 1998, als opvolgster van Nathalie Cook. Mitra werd hierin zelf opgevolgd door Vanessa Demouy.

## Biografisch
Mitra's moeder Nora Downey is van Ierse afkomst, haar vader Anthony Mitra heeft Engels en Indiaas bloed. Mitra's ouders beëindigden in 1984 hun huwelijk.

## Filmografie
*Exclusief televisiefilms, tenzij aangegeven
| - The Fight (2018) - Game Over, Man! (2018) - Hard Target 2 (2016) - The Loft (2014) - Re-Uniting the Rubins (2010) - Stolen Lives (2009) - Separation City (2009) - Underworld: Rise of the Lycans (2009) - Doomsday (2008) - Shooter (2007) - The Number 23 (2007) - Skinwalkers (2006) | - Spartacus (2004, televisiefilm) - Highwaymen (2004) - Stuck on You (2003) - The Life of David Gale (2003) - Sweet Home Alabama (2002) - Ali G Indahouse (2002) - Get Carter (2000) - Hollow Man (2000) - Beowulf (1999) - Monk Dawson (1998) - Croupier (1998) - A Kid in Aladdin's Palace (1998) |

## Televisieseries
*Exclusief eenmalige verschijningen
- Supergirl - Mercy Graves (2018, vier afleveringen)
- The Strain - Charlotte (2017, vier afleveringen)
- The Last Ship - Rachel Scott (2014-2015, 23 afleveringen)
- The Last Ship Prequel: Dr. Scott's Video Journal - Rachel Scott (2014, zes afleveringen)
- Strike Back - Rachel Dalton (2012-2013, veertien afleveringen)
- The Gates - Claire Radcliff (2010, dertien afleveringen)
- Stargate Universe - Commander Kiva (2010, drie afleveringen)
- Nip/Tuck - Kit McGraw (2005, vijf afleveringen)
- Boston Legal - Tara Wilson (2004-2005, twintig afleveringen)
- The Practice - Tara Wilson (2003-2004, 22 afleveringen)
- Gideon's Crossing - Alejandra Ollie Klein (2000-2001, twintig afleveringen)
- Party of Five - Holly Marie Beggins (1999-2000, twaalf afleveringen)
- The Man Who Made Husbands Jealous - Flora Seymour (1997, miniserie)

## Computerspellen
- Squadron 42 - Executive Officer Kelly (2016)
- Tomb Raider II - Lara Croft (1997-1998)

- Biblioteca Nacional de España: XX1413639
- Bibliothèque nationale de France: cb142075631 (data)
- Gemeinsame Normdatei: 1013320654
- International Standard Name Identifier: 0000 0001 2136 7379
- Library of Congress Control Number: no2004014564
- MusicBrainz: e4155a90-144e-4322-b345-e7c3516421a9
- Nationale Bibliotheek van Tsjechië: xx0101923
- Nationale Bibliotheek van Israël: 987007444194505171
- Nationale Bibliotheek van Polen: a0000001605398
- Nederlandse Thesaurus van Auteursnamen: 32184663X
- Système universitaire de documentation: 160588219
- Virtual International Authority File: 64217307
- WorldCat: E39PBJtX3crQvpJVTwv4pbpdcP